# الدوري الهولندي الدرجة الثانية 1970–71
الدوري الهولندي الدرجة الثانية 1970–71 (بالهولندية: Tweede divisie 1970/71)‏ هو موسم من الدوري الهولندي الدرجة الثانية. فاز فيه A.V.V. De Volewijckers ‏.